# Streetwear
Streetwear er en karakteristisk stil indenfor mode, som kom til verden i starten af 1980'erne. Streetwear blev inspireret af surfer- og skatermiljøet, der herskede på Vestkysten i USA. Streetwear omfatter i dag dele af hiphop og haute couture.

## Grundlag
Streetwear startede som en græsrodsbevægelse, og er således svær at definere. Streetwear har været - og er - under konstant forandring, men streetwear har typisk været centreret omkring jeans, t-shirts, kasketter og sneakers. 
Streetwear anses typisk for at være født ud af Los Angeles' surfer kultur i slutningen af 1970'erne og i starten af 1980'erne. Den lokale surfer Shawn Stussy begyndte at sælge custom t-shirts, der havde samme logo som hans egne surfboards. Shawn Stussy solgte i starten sine håndlavede t-shirts fra bagagerummet af sin bil, men udvidede senere med en fysisk butik.

## Historie
De tidligste streetwear mærker tog inspiration fra punk og hiphop-kulturen - og i starten af 1980'erne blev etablerede sportsmærker som Adidas og Kangol også en del af streetwear bevægelsen.
I 1984 opsnappede Nike den store basketball-stjerne Michael Jordan fra rivalen Adidas, og det viste sig at være et vendepunkt for streetwear bevægelsen, da Nike dominerede sneaker-markedet i 1980'erne og 1990'erne. Andre store mærker som Champion, Carhartt og Timberland var også en del af bevægelsen - særligt på Østkysten hvor rap-grupper som Wu Tang Clan iklædte sig disse tøjmærker.

## Streetwear i Danmark
Streetwear kom til Danmark i starten af 1990'erne, og blev en etableret tøjstil, da danskeren Kim Carlsen åbnede Danmarks første streetwear-butik. Kim Carlsens butik 'Flavour' henvendte sig oprindeligt til det Københavnske skatermiljø - og da butikken åbnede var den således også en specialbutik for skateboardtøj, sneakers og streetwear.
Streetwear miljøet trives fortsat i Danmark, og de nyeste streetwear brands følger den internationale trend, hvor eksempelvis pladeselskaber introducerer en tøjkollektion - eksempelvis Cheff Records. I USA har store rappere som eksempelvis Jay-Z og Sean Combs været med til at starte denne trend, blandt andet ved at starte tøjmærker som Sean John og Roca-Fella. Også en kendt rapper som Kanye West er et stort modeikon indenfor denne tøjstil. Han blev af modemagasinet GQ kåret til "The Most Stylish Man 2014" og har i 2015 udgivet en tøjkollektion i samarbejde med Adidas. Flere nye danske Streetwear brands slår dørene op, for det danske, såvel som det internationale marked: Mærker som Extended og Magic Illuminator har webshops på engelsk og Extended har endda angivet deres priser i euro for, at bedre kunne tiltrække det udenlandske marked. 